# 청계천
청계천(淸溪川)은 대한민국 서울특별시 시내에 있는 지방하천으로, 한강 수계에 속하며 중랑천의 지류이다. 최장 발원지는 종로구 청운동에 위치한 ‘백운동 계곡’이며, 남으로 흐르다가 청계광장 부근의 지하에서 삼청동천을 합치며 몸집을 키운다. 이곳에서 방향을 동쪽으로 틀어 서울의 전통적인 도심지를 가로지르다가, 한양대학교 서울캠퍼스 옆에서 중랑천으로 흘러든다.
발원지에서부터 잰 본류의 길이는 10.92 km, 유역 면적은 50.96 km2이나, 백운동 계곡 언저리를 제외한 상류 2.50 km 구간은 일제강점기 이래 전면 복개되어 타 용도로 전용되는 등 사실상 하천의 기능을 상실하였다. 현재는 서울 이곳저곳에서 취수한 물을 중류의 청계광장에서 하루에 40,000 세제곱미터씩 인공적으로 방류하는 형태로 하천을 유지하고 있다.
발원지의 계곡은 서울특별시 기념물로 지정되었으며, 청계광장에서 중랑천 합수머리까지의 중·하류 8.12 km 구간은 서울시설공단의 관리 하에 공원으로 쓰인다.

## 이름
상류는 백운동(白雲洞)에서 시작된다. 중·하류에서는 조선조 내내 치수 사업이 전개되었으며 이로 인해 개천(開川)이라는 이름을 얻었다. ‘청계천’의 명칭은 대체로 일제강점기 이후의 기록에서 나타나며, 상류인 청풍계에서 유래하였다고도 한다.

## 역사

### 조선 시대
본래 자연하천이었던 청계천은 조선 태종때부터 한양을 서울로 한 조선시대 내내 개거, 준설 등 치수 사업의 대상이었다. 태종은 1406년부터 자연상태에 있었던 하천의 바닥을 쳐내서 넓히고, 양안에 둑을 쌓았으나 큰비가 올 때마다 피해는 계속되었다. 1411년 12월 하천을 정비하기 위한 임시기구로 '개천도감(開渠都監)'를 설치하고, 이듬해 1월 15일부터 2월 15일까지 큰 공사를 실시하였다. 청계천의 양안을 돌로 쌓고, 광통교, 혜정교 등의 다리를 돌로 만들었다. '개천(開川)'이라는 말은 '내를 파내다'라는 의미로 자연상태의 하천을 정비하는 토목공사의 이름이었는데, 이 때의 개천 공사를 계기로 지금의 청계천을 가리키는 이름이 되었다. 세종은 청계천의 지천의 정비에 많은 노력을 기울여 종로의 시전행랑(市廛行廊) 뒤편에 도랑을 파서 물길을 하천 하류에 바로 연결시켰는데, 지천의 물이 한꺼번에 개천 상류로 몰려들어 넘쳐나는 것을 방지함으로써 도심의 홍수를 예방할 수 있었다. 세종은 1441년에 마전교 서쪽에 수표를 세워 수위를 측정할 수 있도록 하였다.
세종 이후로 준설이 없어 토사가 지속적으로 쌓여 오간수문이 막힐 지경에 이르자, 영조는 1760년 2월 개천을 준설하면서 하천바닥에서 파낸 흙을 한 곳에 모아 가산을 쌓게 한다. 오간수문 안쪽에 있었던 것으로, 하나는 개천 북쪽에, 하나는 개천 남쪽에 있었다. 일제강점기 때 도시의 근대화에 따라 사라졌고, 현재는 오간수교 위에 표지석이 있다. 이때의 준설 과정을 《준천사실》으로 기록하였다. 개천의 물 흐름에 관심이 있었던 영조는 1773년 백운동천과 삼청동천이 합류하는 지점에서 오간수문 근처까지 석축을 쌓았다. 이를 통해 구불구불한 하천이던 개천을 영조가 호안공사를 통해 직선화시켰음을 알 수 있다.

### 현대
1950년대 중반의 청계천은 한국 전쟁 직후의 서울시에서도 가장 대표적인 슬럼지역이었다. 이 문제를 해결하기 위해 추진된 것이 청계천 복개사업이었다. 
청계천 복개사업은 일제강점기나 1955년에도 일부 이루어졌지만, 청계천이 본격적으로 복개된 것은 1958년부터였다. 1958년 5월부터 1961년 12월까지는 광교 ~ 청계6가(동대문 야구장 부근) 구간, 1965년부터 1967년까지는 청계6가 ~ 청계8가(신설동) 구간, 1970년부터 1977년까지는 청계 8가 ~ 신답철교 구간이 복개되었다. 그리고 이 복개된 청계천 위에 청계고가도로가 건설된다.

## 복원

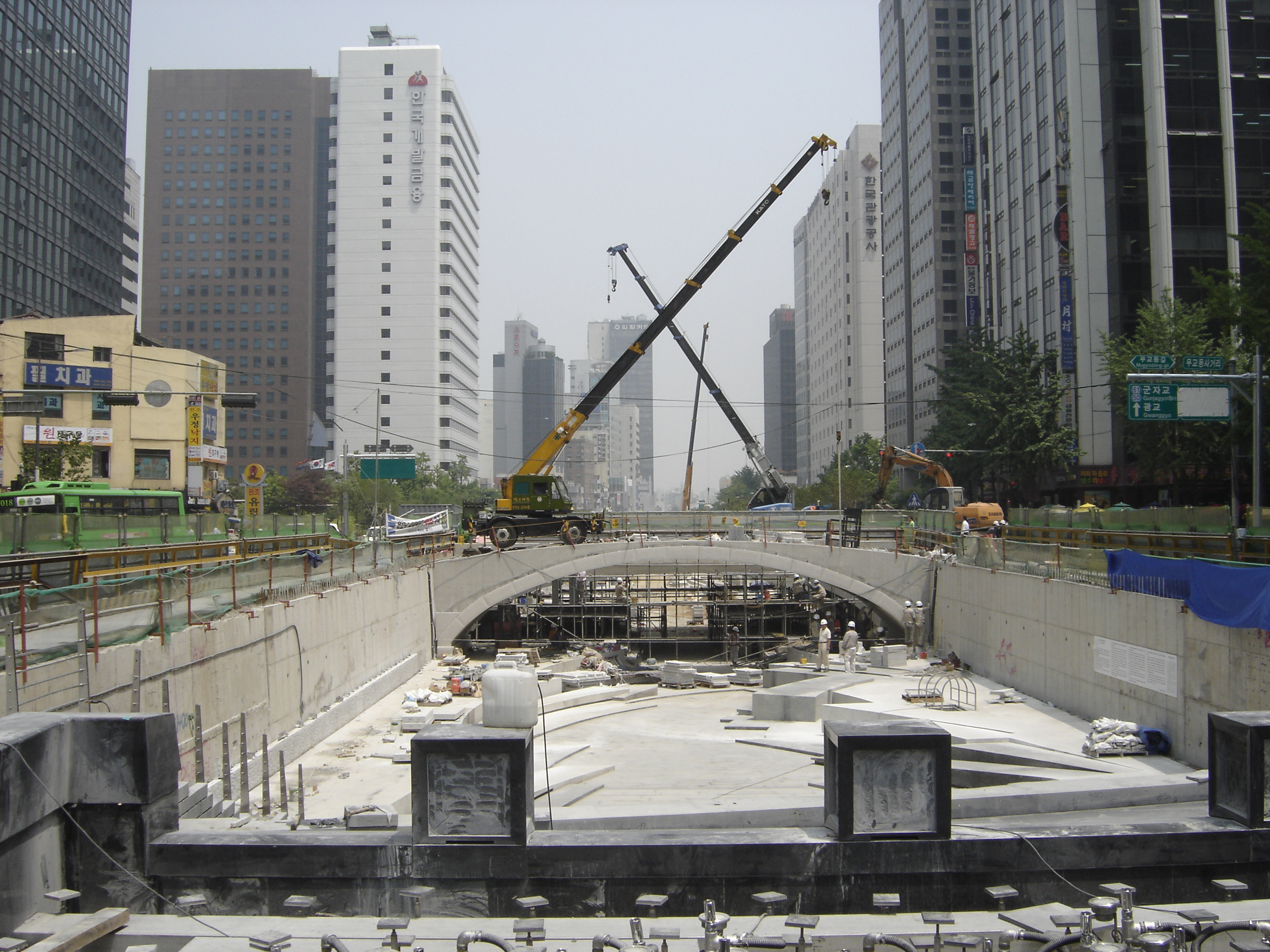
청계천 복원 공사, 2005년 6월

### 청계천 복원 사업
1990년대에 들어 청계천의 복개 구조물과 노후한 청계고가도로의 안전 문제가 지속적으로 대두되었다. 이에 이명박 당시 서울특별시장 후보는 청계천 복원을 공약하였고, 32대 시장으로 당선되었다. 2003년 7월 1일에 청계고가도로의 철거가 시작되었고, 광화문 동아일보사 앞부터 성동구 신답 철교에 이르는 약 5.84km의 구간을 복원하는 공사는 3,867억 3,900만원을 들여 2005년 9월 30일에 완료되었다. 복원된 청계천의 통수단면 위쪽을 흐르는 물은 잠실대교 부근의 자양취수장에서 취수한 한강물과 도심의 지하철역 부근의 지하수를 정수·소독 처리하여 조달하며, 통수단면 아래쪽을 흐르는 물은 도심의 오·폐수이다.
청계천 장통교 옆 벽면에 1795년 정조가 어머니 혜경궁 홍씨의 회갑을 맞아 화성을 행차하는 것을 그린 반차도(班次圖)를 타일로 옮겨놓은 벽면 예술, 다산교와 영도교 사이에 복원해 놓은 복개 이전에 아낙네들이 빨래를 했던 '청계천 빨래터', 청계천 복원 사업에 맞추어 전 국민을 대상으로 황학교와 비우당교 사이에 만든 타일 벽인 '소망의 벽' 등이 시설물로 설치되었다. 또한 '존치교각'이라는 이름으로 옛 청계천 고가도로의 교각을 3개 남겨 놓았다. 청계천 입구의 청계광장에는 팝아티스트 클래스 올덴버그가 설계하여 KT가 서울시에 기증한 소라 모양의 스프링이라는 작품이 설치되었다.

### 이후 복원 사업
서울특별시는 2050년까지 장기 계획을 세워 청계천을 역사와 전통이 있게 복원하기로 결정하였다. 이 계획에 따르면, 2018년까지 청계천의 인공 보(湺)를 철거한다. 2030년까지는 수표교 등의 유적을 제자리에 옮겨놓으며, 중·하류 수질을 개선할 예정이다. 백운동천이나 삼청동천의 계곡수 또한 이때까지 유입시키기로 정하였다. 최종적으로 2050년까지는 옥류동천과 남산동천을 청계천으로 잇기로 했다.

### 평가

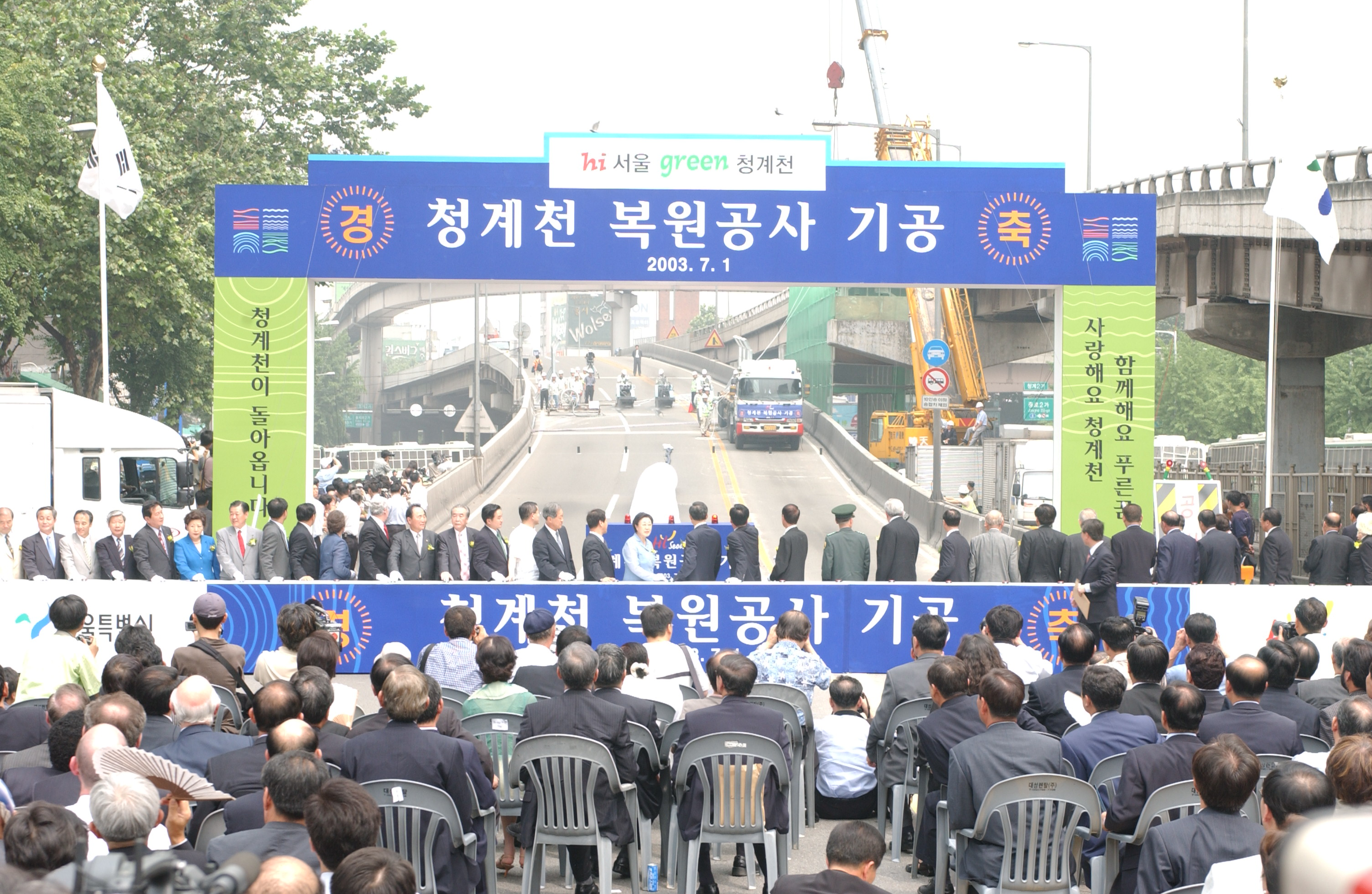
2003년 청계천 복원공사 기공식

여러 기관에서 청계천 복원에 대해 설문조사를 실시했는데, 서울학연구소가 시민과 전문가들을 대상으로 실시한 설문조사에서는 1995년부터 2010년까지 서울 도심에서 시행된 주요 20개 사업 가운데 '청계천 복원'이 만족도와 기여도 평가에서 5점 만점에 4.02점을 받아 1위에 선정되었다. 서울시정개발연구원에서 시민을 대상으로 실시한 설문조사에서는 청계천 복원의 최대 성과로 생태환경의 회복을 꼽았으며 서울의 랜드마크를 묻는 질문에 청계천은 4위에 올랐다. 또한 서울시와 서울시정개발연구원이 청계천 주변지역 상인을 대상으로 실시한 설문조사에서는 청계천 복원 사업의 진행 상황에 대해 `잘 진행됐다'는 평가가 66.8%인 것으로 나타났으며 복원 사업의 향후 전망에 대해서도 `잘 진행될 것'이라는 전망이 77.6%에 달하는 것으로 조사되었다.
긍정적 평가로는 청계천과 그 주변 환경의 개선을 든다. 복원된 청계천이 시민들의 도심속 휴식공간이 되었으며 여가공간으로 자리잡았다는 것이다. 우선 대기질 개선과 소음 감소가 확인되었으며, 열섬현상이 약화되었고, 음이온 발생량이 일반 도심지역의 발생량보다 높은 것으로 조사되었다. 또한 청계천에 서식하는 생물종이 복원 전(98종)의 6.4배에 이르는 626종(식물 308종, 어류 25종, 조류 36종)으로 증가하였는데, 특산종인 참갈겨니·참종개·얼룩동사리 등과 깝작도요·알락오리·도롱뇽 등의 서식이 확인되었다. 서울시정개발연구원은 복원의 경제효과가 최대 23조원에 이를 것으로 추정하였고 복원 이후 주변 개발이 이루어질 경우 31만개의 일자리가 창출될 것으로 예상했다. 국외로는 일본 나고야시가 공무원단을 파견하는 등 장기적인 교류를 통해 복원 사업의 노하우를 전수받았다. 미국에서는 하버드대가 청계천 복원사업을 내용으로 한 서적을 출간하고 이를 수업 교재로 채택하였으며 로스앤젤레스(LA)에서는 서울시 옛 청계천복원팀이 환경단체 회원과 LA시의원 등에게 하천 복구 노하우를 전수하였다.
반면 부정적 평가도 많다. 경제학자 우석훈은 자신의 저서에서 복원된 청계천을 "인공호수"라며 호되게 비판하였다. 또한 기존에 흐르는 물의 양이 적어 취수장에서 전기를 이용해 한강물과 지하수를 끌어다 청계광장에서 흘려보내는데, 이때 물을 끌어올리는 데 쓰이는 전기요금이 한해 평균 8억 가량으로 상당하며 녹조 또한 지속적으로 발생하고 있어 2007년부터 2009년까지 8,000만원을 녹조제거를 위해 쓰였다. 이 외에도 인건비, 청소·경비용역비, 토목·조경시설 유지관리비 등에 2011년에만 80억여원이 소모되었다. 이는 2005년 37억에서 2010년 77억원에 이은 것으로 꾸준히 늘어나고 있다. 2011년 6월 조선일보의 설문 조사에서 최악의 건축물 3위에 뽑혔는데, "청계천은 한국을 상징하는 공공 건축물인데 건축가도 없이 단기간에 불도저로 밀어붙이듯 만들었다"는 이유에서였다. 또 이명박 전 서울시장이 자신의 임기 안에 청계천 복원 사업을 무리하게 끝마치기 위하여 유적 복원을 날림으로 진행했다는 평가도 있는데, 실제로 석축·효령교·하랑교·오간수문은 복원되지 않고 중랑구 하수종말처리장에 보관되고 있다. 또한 1773년에 쌓은 현 무교동 사거리에서 시작되며 청계천을 따라 17.1m의 폭을 두고 양쪽으로 길게 늘어서 있는 청계천 석축은 발굴 후 복원되지 못했다. 복원 당시 발견된 석축은 동아일보사 앞의 좌안석축이 교차로를 기준으로 서쪽 57m, 동쪽 36m 정도, 반대편 우안석축은 9m 정도로 모두 100여m나 된다. 수표교는 예산상의 문제라는 표면적 이유로 장충단공원에 남아 있고, 광통교는 원래와 다르게 복원되었다. 청계천 입구에 위치하는 소라탑 또한 일각에서 문제가 되고 있다. 이것은 스웨덴 출신의 미국 팝아티스트 클래스 올덴버그가 설계한 작품으로, KT가 34억의 비용을 들여 서울시에 기증한 작품이다. 높이 20m, 폭 6m, 무게 9t이다. 일부에서는 한국적인 미가 결여되어 있고, 주변에 어울리지도 않는다는 비판과 풍수지리학적으로도 좋지 못하다는 주장이 제기되고 있다.

## 다리

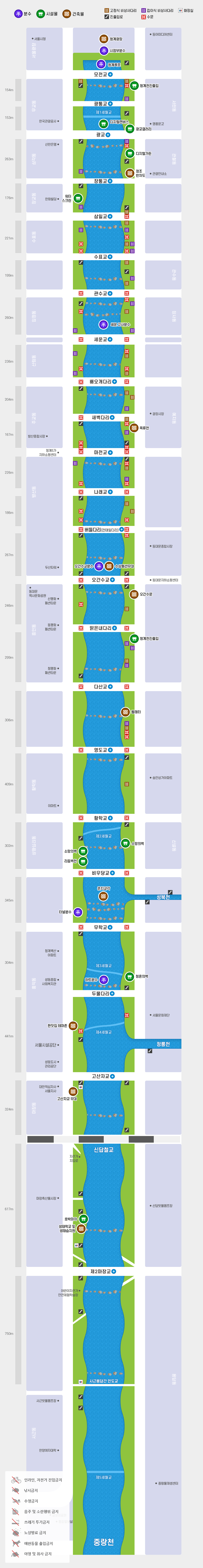
청계천 안내도 (서울시설공단)

### 과거의 다리
조선 시대의 청계천의 다리 목록이다. 백운동천의 신교부터 송기교까지의 다리는 해당 문서에 있다.
- 태평로1가 64번지 부근 광화문우체국 남쪽에 있었으며, 서울지도에 표시만 되어 있고 이름은 적히지 않았다.[23]
- 모전교(毛廛橋): 지금의 모전교 자리에 있었다. 우전다리(隅廛―) 또는 모교(毛橋)라고도 불렸으며, 1412년 태종 12년 석교로 개축한 이후 신화방동구교(神和坊洞口橋), 신화방동입구교(神和坊洞入口橋)라고 하다가 영조 때가 되어서야 모전교라고 불리게 되었다.[23] 모전〔隅廛〕 부근에 있었으므로 모전교라고 하였다. 모전은 각종 과일을 파는 가게를 말하는데, 큰 길 모퉁이에 설치하였기 때문에 붙여진 이름이었다. 현재 중구 서린동 무교동 사거리 지점이다.[24]
- 광통교(廣通橋): 지금의 광교 자리에 있었으며, 광통교는 육조거리-운종가-숭례문으로 이어지는 도성 안 중심통로였으며, 주변에 시전이 위치하고 있어 도성에서 가장 많은 사람들이 왕래하던 다리였다. 대광통교(大廣通橋), 북광통교(北廣通橋), 대광교(大廣橋), 광교(廣橋) 등으로도 불렸다. 태조 때에 흙으로 축조되었다가 폭우로 인하여 무너지자 1410년 (태종 10년) 8월에 돌로 다시 축조하였다. 다시 축조했을 때 정릉의 석물로 만들었는데, 이성계가 자신의 왕위를 강씨의 소생인 이방석에게 넘겨 주려 하니 이에 화가 난 태종이 난을 일으켜 방석을 죽여 왕위에 올라 강씨의 묘를 옮기며 일부 돌들을 모두가 밟을 수 있게 옮겨 놓은 것이다. 또한 그 돌들은 모두 거꾸로 놓았고, 석교로 만들어진 이 다리가 가장 역사가 오래된 다리이다. 정월 대보름에 다리밟기 놀이를 하던 곳으로 유명해, 그 때 한양에서는 광통교가 가장 붐비었다고 한다. 1958년 청계천 복개와 함께 도로 밑에 묻혔다. 현재 광교네거리 지하에 남아 있다.[24]
- 장통교(長通橋): 한화빌딩 북쪽, 종로12길 남쪽에 있었다.[25] 장통방(長通坊)에 있었으므로 장통교라고 하였으며, 장창교(長倉橋), 장찻골다리, 장교(長橋)라고도 하였다.[26] 이 다리 서쪽에서 창동천이 합류하여 삼각형 모양의 땅을 이뤘다.[27] 청계천 본류와 남산에서 내려오는 물길이 만나는 지점에 있었다.[24]
- 광제교(廣濟橋): 장교동 20번지 부근에 있었으며, 동국여지비고에 위치가 기록되어 있다.[27]
- 수표교(水標橋): 1420년(세종 2)에 만들어졌다. 수표를 놓기 전에는 이곳에 마전(馬廛)이 있어서 마전교(馬廛橋 ; 지금의 종로5가 부근의 마전교와는 별개)라 불렀으나, 1441년(세종 23)에 다리 옆에 개천의 수위를 측정하기 위하여 수표석(水標石)을 세운 이후 수표교라고 하였다. 1959년 청계천 복개공사 때 장충단공원으로 옮겨 보존하고 있다.[24] 광통교와 함께 가장 유명한 다리로 1420년(세종2)에 만들어졌다. 당시 이곳에 마전(馬廛)이 있어서 마전교라 불렀으나, 1441년(세종 23) 에 다리 옆에 개천의 수위를 측정 하기 위해서 수표석(水標石)을 세운 이후 수표교라고 하였다. 1959년 청계천 복개공사 때 장충단공 원으로 옮겨 보존하고 있다.
- 하랑교(河浪橋): 입정동 6번지 북쪽, 장사동 208번지 남쪽에 있었으며, 이 부근에 하랑위(河浪尉)의 집이 있었기 때문에 이런 이름이 붙었다.[28] 하랑위교(河浪尉橋), 하교(河橋), 화류교(樺榴橋), 화교(花橋) 등으로도 불렸다.[28] 일제 강점기 때 다리의 양 끝을 콘크리트로 개축하였으나[29], 1958년 청계천 복개 때까지 돌다리로 남아 있었다.[30]
- 신교(新橋): 입정동 201·211번지 북쪽, 장사동 250번지 남쪽, 창덕궁과 남산의 조선신궁(옛 조선총독부)을 일직선으로 연결하는 길 위에 있었다.[28] 1900년대 이후 청계천을 개수하며 콘크리트로 가장 먼저 바뀌었다.[28]
- 효경교(孝經橋): 장사동 아세아전자상가 남쪽에 있었으며[29], 영풍교(永豊橋), 소경다리, 새경다리[28], 효경다리, 효교(孝橋)라고도 하였다.[31] 다리 밑에 거지가 많이 살아 음력 12월에 임금이 거지들을 살폈다고 하며, 영조 때에 금위영 군사들이 한 차례 보수한 뒤 근대에 와서는 다리의 양 끝을 콘크리트로 늘렸다.[29] 청계천 복개 때 철거되었다.
- 태평교(太平橋): 지금의 마전교 자리에 있었다. 태종 때는 창선방교(彰善坊橋), 성종 때는 태평교라 하였고, 순조 이후로는 태평교와 마전교 이름을 혼용하였다.[31] 오교(午橋), 오굣다리라고도 불렸으며, 다리 부근에 마전(馬廛)이 있었기 때문에 붙은 이름이다.[31]
- 오간수교(五間水橋): 오간수문 위로 통행을 편하게 하기 위해 가설한 다리이다. 1907년 일제가 오간수문을 헐어버린 뒤로 콘크리트 다리로 바뀌었다가 사라졌다.
- 영도교(永渡橋): 조선 성종 때 승려가 놓았다고 전한다. 영미교(永尾橋), 영이별교(永離別橋), 영영교(永永橋)라고도 불렸다. 흥인지문 밖에 있는 동묘(東廟)와 왕십리를 연결하는 통로였다. 고종 초 흥선대원군이 경복궁을 중수할 때 헐어다가 석재로 사용하였으며, 일제강점기 콘크리트 다리로 개축되었다. 현재 성동기계공고 옆 영미교길 부근에 있었다.

### 현재의 다리
조선시대의 다리를 계승한 경우 굵은 글씨로 표시하였다.
- 모전교:  청계천에서 처음 만날 수 있는 다리로, 무교로를 남북으로 잇는다.
- 광통교:  복원하면서 완전히 새로운 돌로 만든 것이 아니라 그 역사적 의미를 기념하기 위해 기존에 남아 있었던 돌을 다리와 석벽에 같이 배치를 하여 재조합하여 만들었다. 1958년 청계천 복개와 함께 도로 밑에 묻혔던 것(광교네거리 지하)을 청계천 복원과 함께 복원하였다. 그리고 사적 제 461호로 지정했으며, 표지석을 세워 두었다.
- 세월교: 광교와 광통교 사이에 있는 하천 내부 보도용 다리이다.
- 광교: 조선시대 광통교 터에 위치하며, 주황색으로 칠해졌다. 우정국로와 남대문로를 남북으로 잇는다.
- 장통교: 도보 전용 다리로, 조선 시대의 장통교를 계승했으나 제대로 복원되지는 않았다. 공사 당시 임시 명칭은 관철교였다.[32]
- 삼일교: 삼일대로를 남북으로 잇기 때문에 삼일교라고 이름 붙였다.
- 수표교: 장충단공원에 옮겨진 옛 수표교를 옮길 자리에 도보를 위해 임시로 지은 철제 다리이다. 하지만 기존의 수표교를 청계천으로 다시 옮겨오는 데에 문제가 많아 계속 사용된다.
- 관수교: 관수란 수위를 관찰한다는 의미며, 옛 준천사에서 청계천의 수위를 관측하였기 때문에 붙여진 이름이다. 돈화문로와 충무로를 남북으로 잇는다.
- 세운교: 세운상가와 연결된다는 의미로 지어진 이름이다.
- 배오개다리: 옛날 배나무가 심어져 있어 이름이 유래된 배오개(배고개)가 인근에 있어 그 이름을 땄다. 창경궁로를 남북으로 잇는다. 공사 당시 임시 명칭은 배오개교였다.[32]
- 새벽다리: 옛 재래시장에서 흔히 볼 수 있던 천막의 이미지를 막구조로 적용하여 동대문 재래시장의 역사성과 향수를 연출하였다. 근처 재래시장에서 이른 새벽에 많은 사람들이 지나다녔기 때문에 상징적으로 이름을 지었다.
- 마전교: 부근에 우마를 팔고사는 마전이 조선시대에 있었기 때문에 이름을 붙였다. 동호로를 남북으로 잇는다. 공사 당시 임시 명칭은 창선방교였다.[32]
- 나래교: 평화시장 앞에 위치한 다리로, 나비의 힘찬 날개짓을 형상화 해서 동대문 의류 상권이 비상하라는 의미를 담았다. 공사 당시 임시 명칭은 나래1교였다.[32]
- 전태일다리(버들다리): 청계천에 자라는 버들에서 이름이 유래했으며, 이 다리 근처에서 분신하여 노동권 보장에 헌신한 전태일 열사를 기리기 위하여 2012년 11월 1일부터 명칭을 병용하고 있다.[33]
- 오간수교: 조선시대에 있던 오간수문에서 이름이 유래했으며, 율곡로와 장충단로를 남북으로 잇는다.
- 맑은내다리: 인도 전용 다리로, 청계천을 순우리말로 바꿔 청계천을 상징할 수 있는 명칭으로 결정했다. 패션 중심의 상징성을 주기 위해 나비가 날개를 편 모습으로 지어졌다. 공사 당시 임시 명칭은 나래2교였다.[32]
- 다산교: 다산로에서 이름이 유래하였으며, 지봉로와 다산로를 남북으로 잇는다. 공사 당시 임시 명칭은 푸른내다리였다.[32]
- 영도교: 전통 대청양식을 도입한 아치교이다.
- 황학교: 황학동에 위치한 것이 그대로 이름이 되었으며, 난계로를 남북으로 잇는다.
- 비우당교: 조선 세종 때 청백리인 하정 류관의 집인 비우당(庇雨堂)을 이름으로 삼았으며, 하정로와 마장로19길을 남북으로 잇는다. 공사 당시 임시 명칭은 비우교였다.[32]
- 무학교: 무학로를 남북으로 이으며, 무학로에서 이름이 유래하였다.
- 두물다리: 정릉천이 청계천과 만나는 데서 이름을 지었으며, 다리의 모양도 두 개의 물이 만나는 형상을 이뤘다.
- 고산자교: 고산자로를 남북으로 이으며, 고산자로에서 이름이 유래했다.
- 신답철교: 중앙선의 철교이다. 일제강점기에는 마장동철교, 청계천 복개 당시에는 마장철교로도 불렸다.
- 제2마장교: 마장로를 남북으로 이으며, 서쪽과 동쪽에는 각각 마장역과 신답역이 있다.
- 사근용답간인도교: 용답역의 2번 출구로, 청계천 건너의 사근동과 용답동을 잇는 데서 이름이 유래하였다.
- 용답나들목교: 용답동과 사근동의 청계천 산책로끼리 연결하는 다리이다.
- 제5세월교: 청계천이 중랑천과 합류하기 직전 지점에 위치한, 사근동과 용답동을 잇는 자전거와 보도용 다리이다. 상류의 세월교와는 다르다.

### 서울 청계천 유적
서울 청계천 유적은 광통교, 수표교, 오간수문이 있던 터와, 광통교, 하랑교, 효경교, 오간수문, 양안석축 등의 유구 일체를 의미한다. 발굴 이후 10년 넘게 중랑물재생센터(옛 중랑하수처리장)에 방치되고 있다.

## 대중문화

### 영화
- 기다리다 미쳐 (2007년)
- 동갑내기 과외하기 레슨2 (2007년)
- 집나온 남자들 (2009년)
- 전우치 (2009년)
- 초능력자 (2010년)
- 피에타 (2012년)
- 감시자들 (2013년)
- 나는 왕이로소이다 (2012년)

### 드라마
- 개와 늑대의 시간 (2007년)
- 문희 (2007년)
- 아이리스 (2009년)
- 한국인 자기야 (2017)
- 시카고 타자기 (2017)

## 갤러리

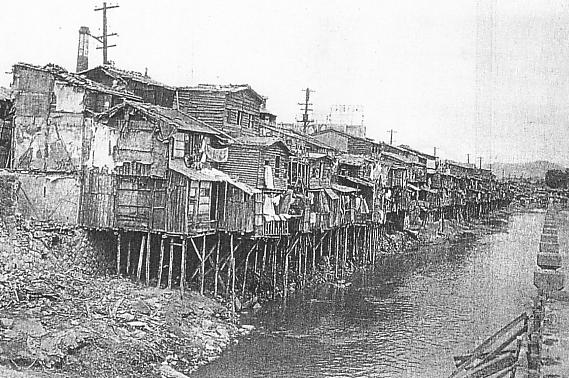
일제강점기 당시 청계천
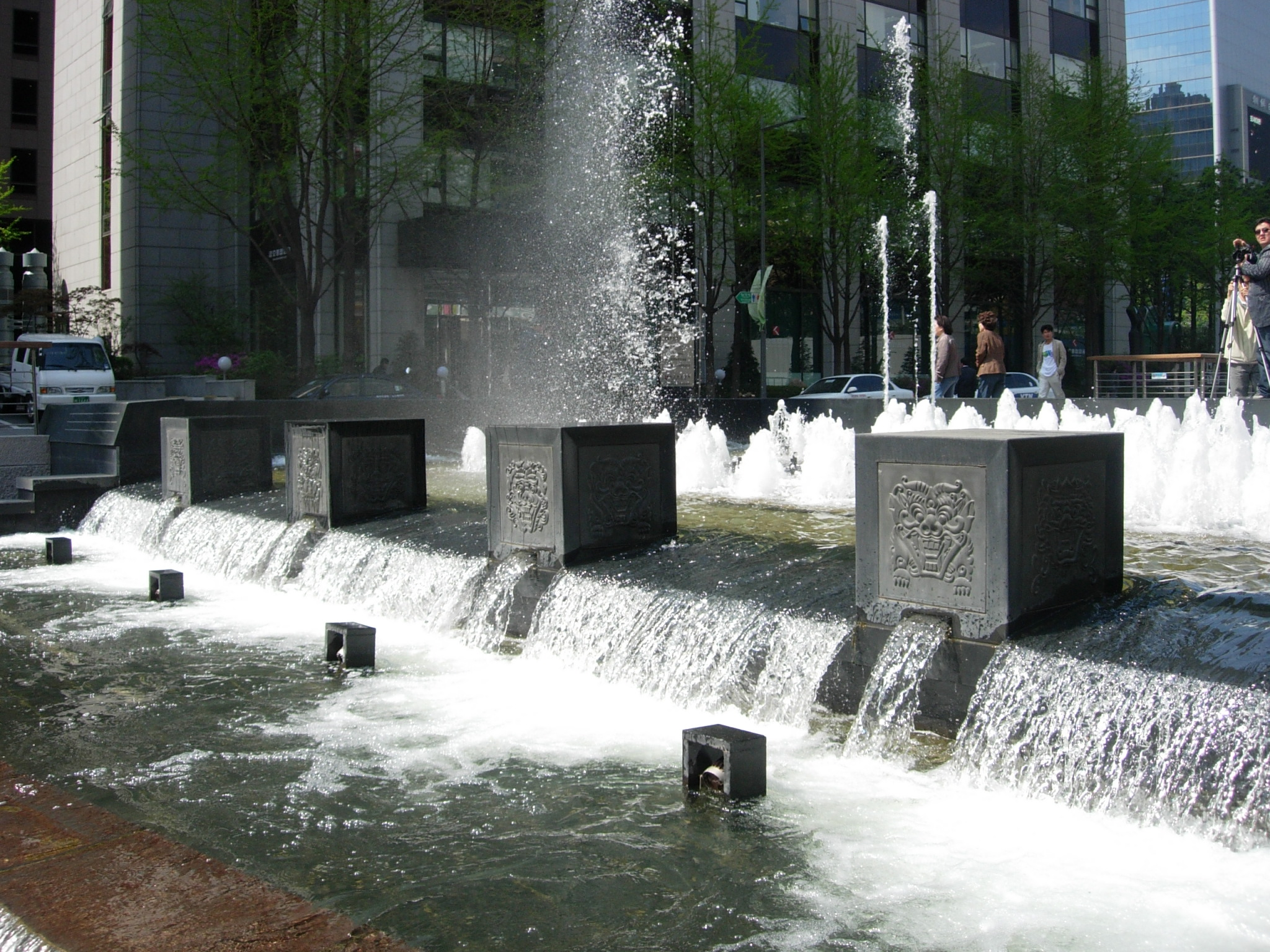
청계광장 분수
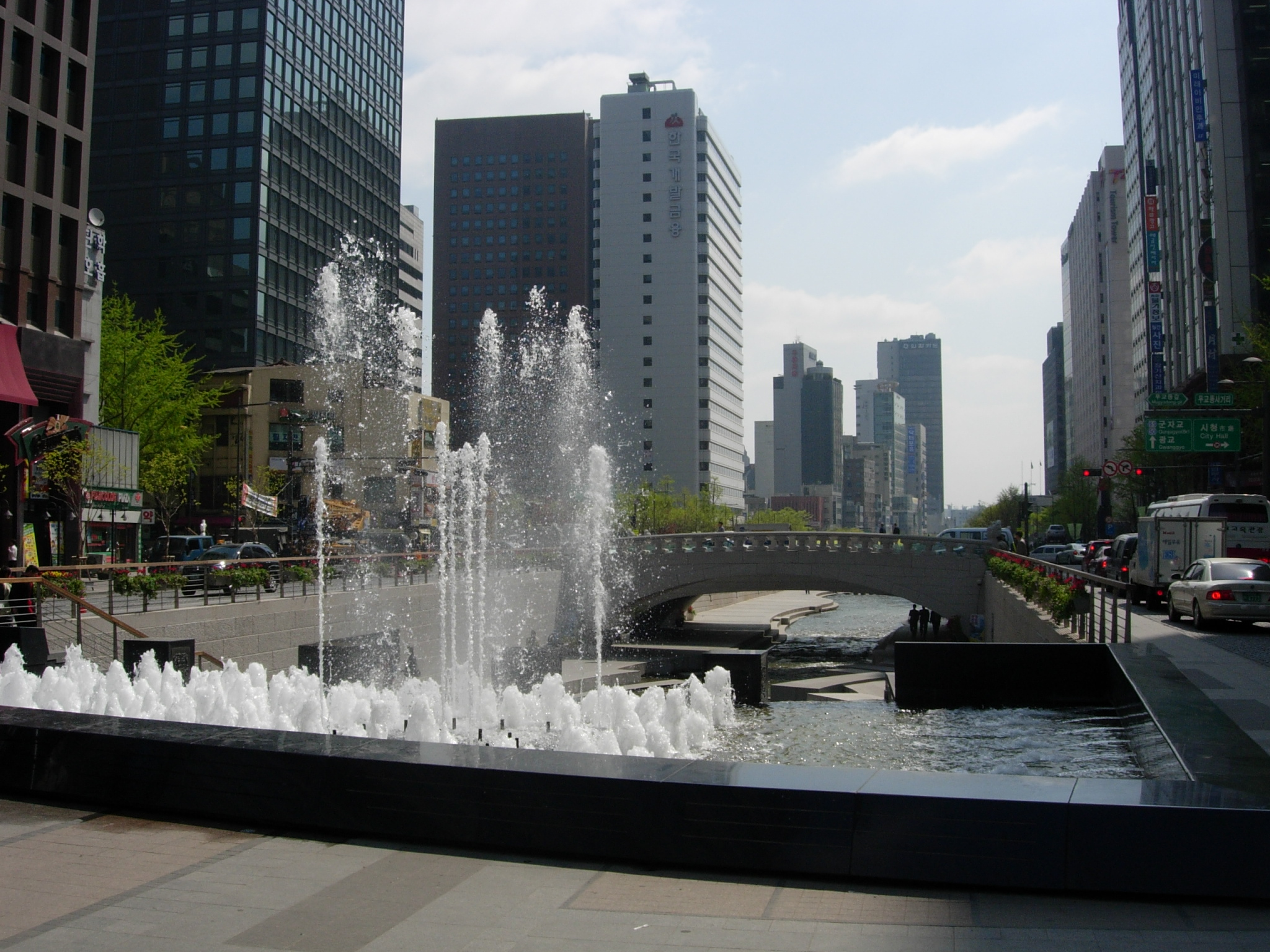
청계광장 분수와 청계천 시작부
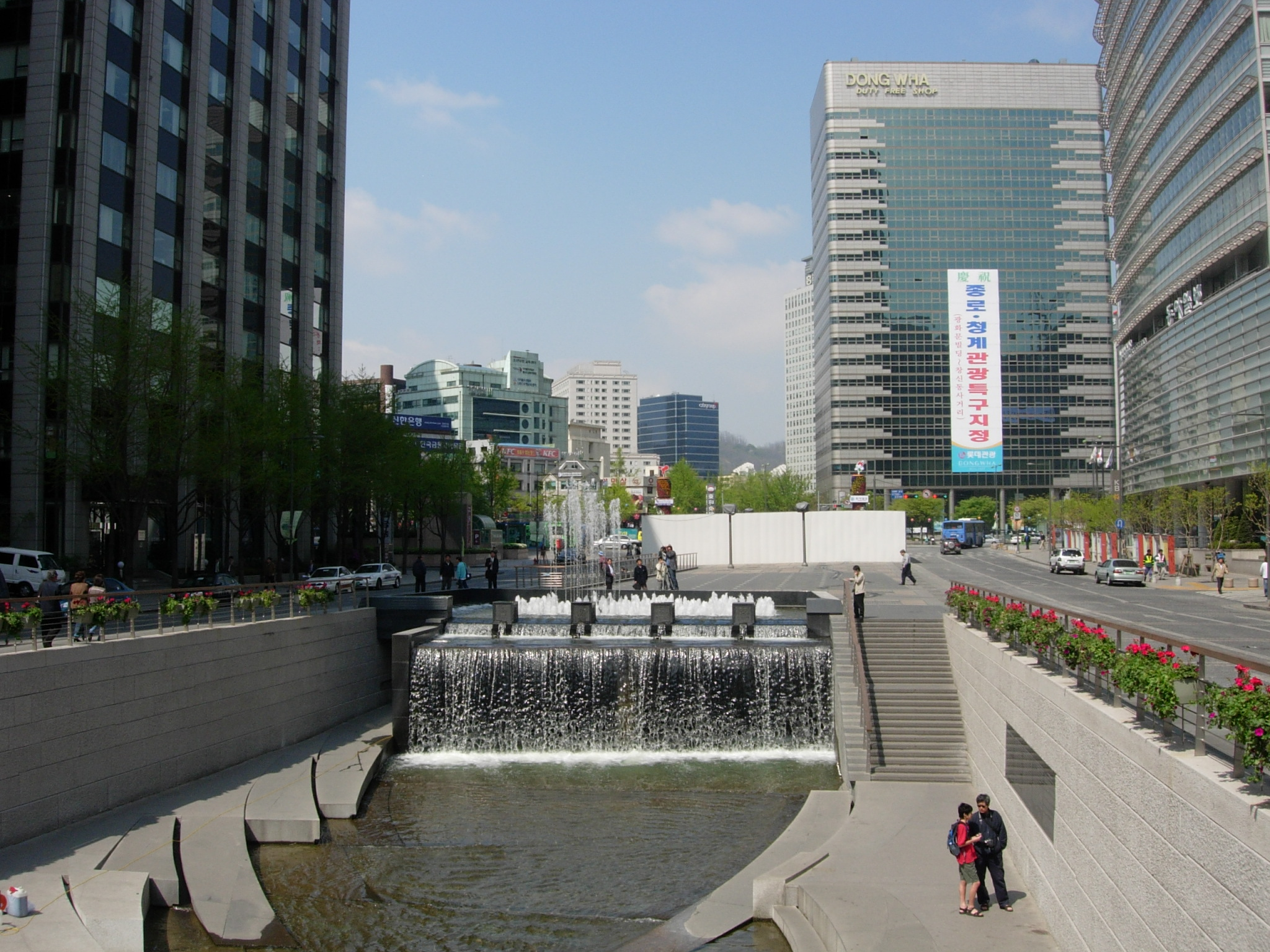
청계천 시작부
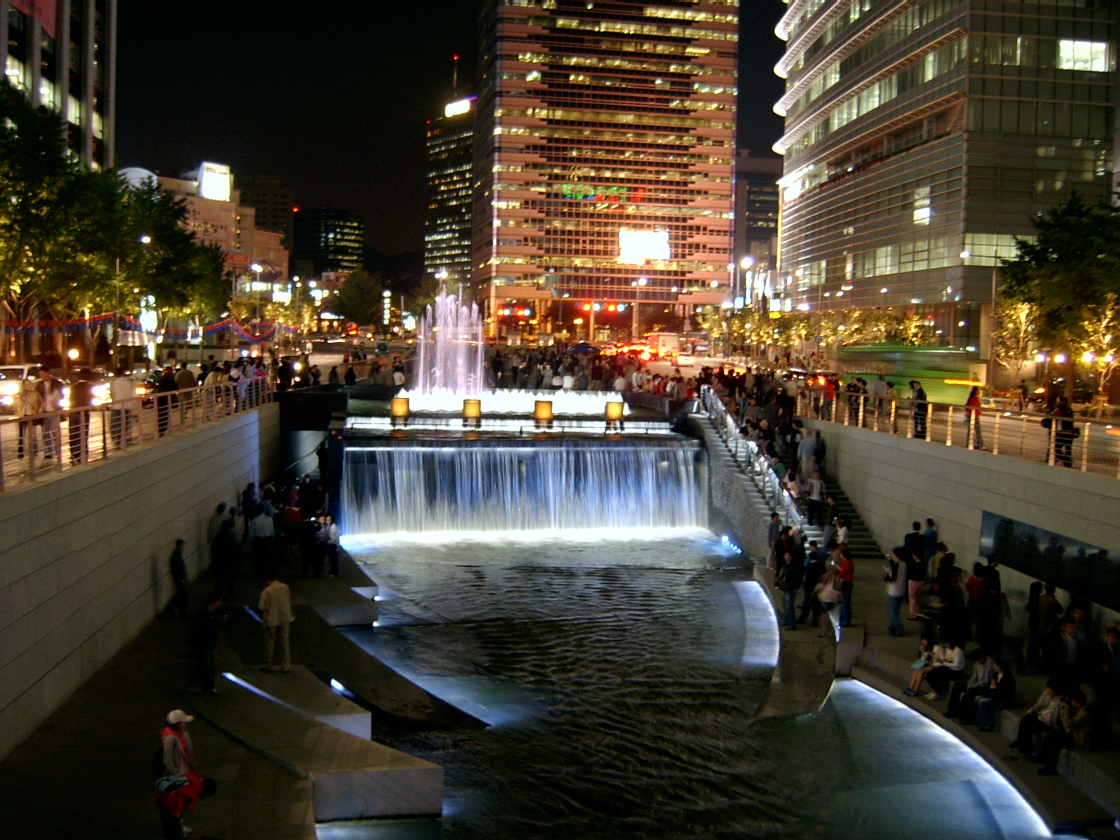
청계천 시작부 야경
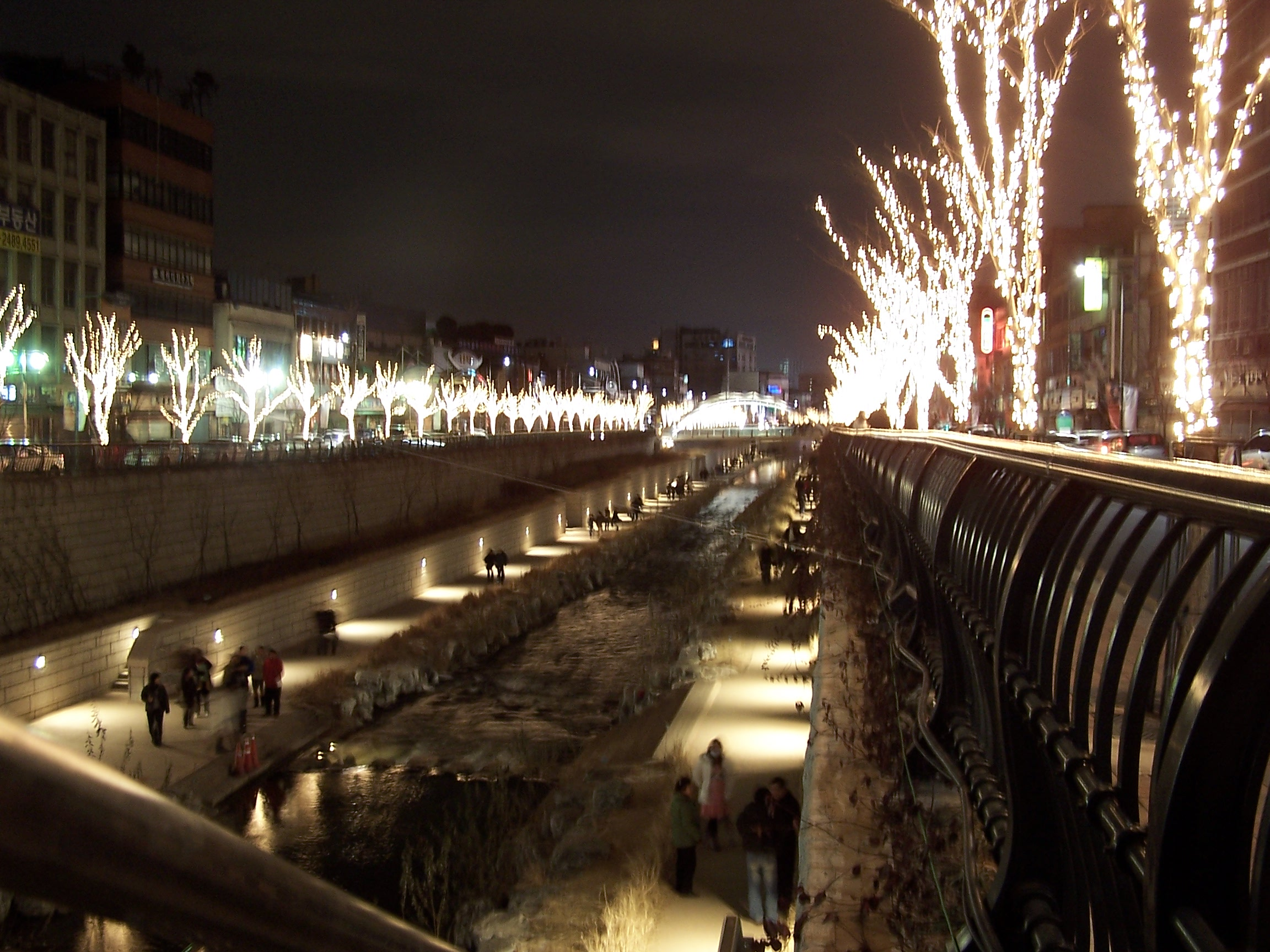
청계천 야경
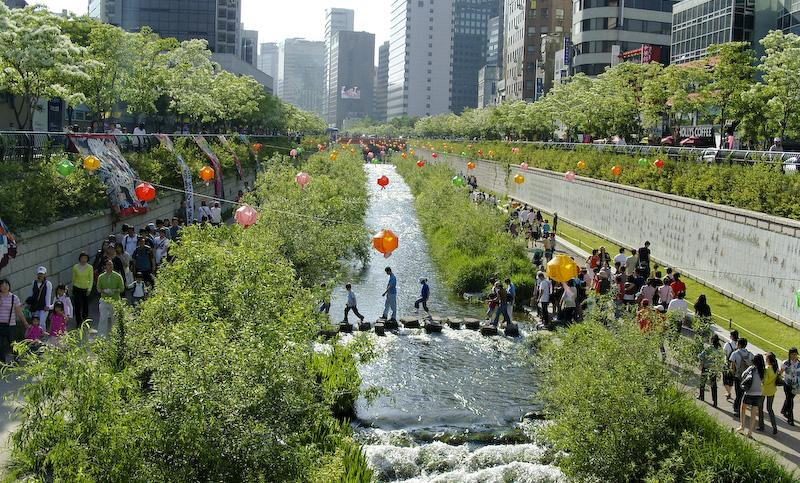
봄의 청계천
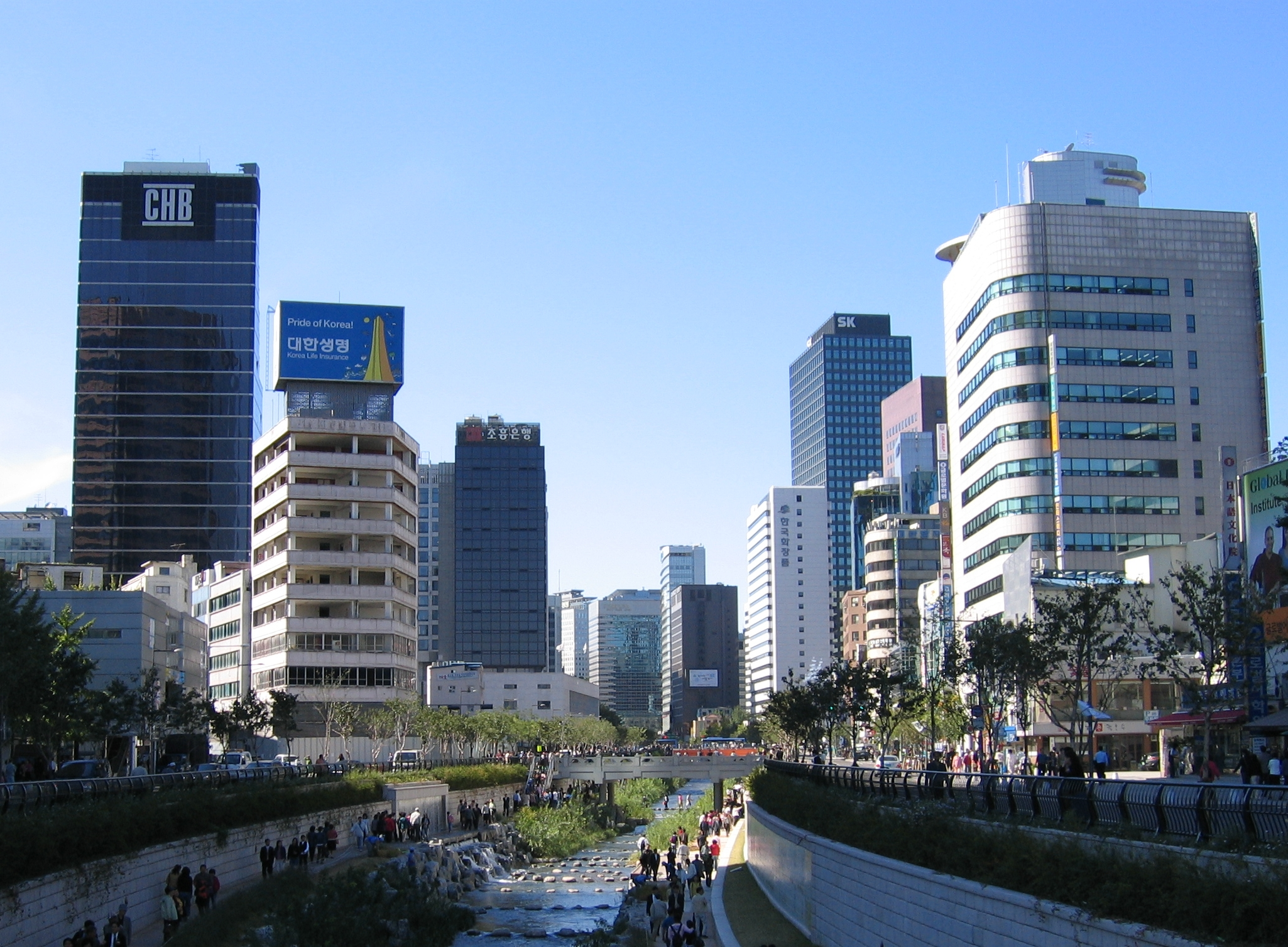
서울 도심의 청계천
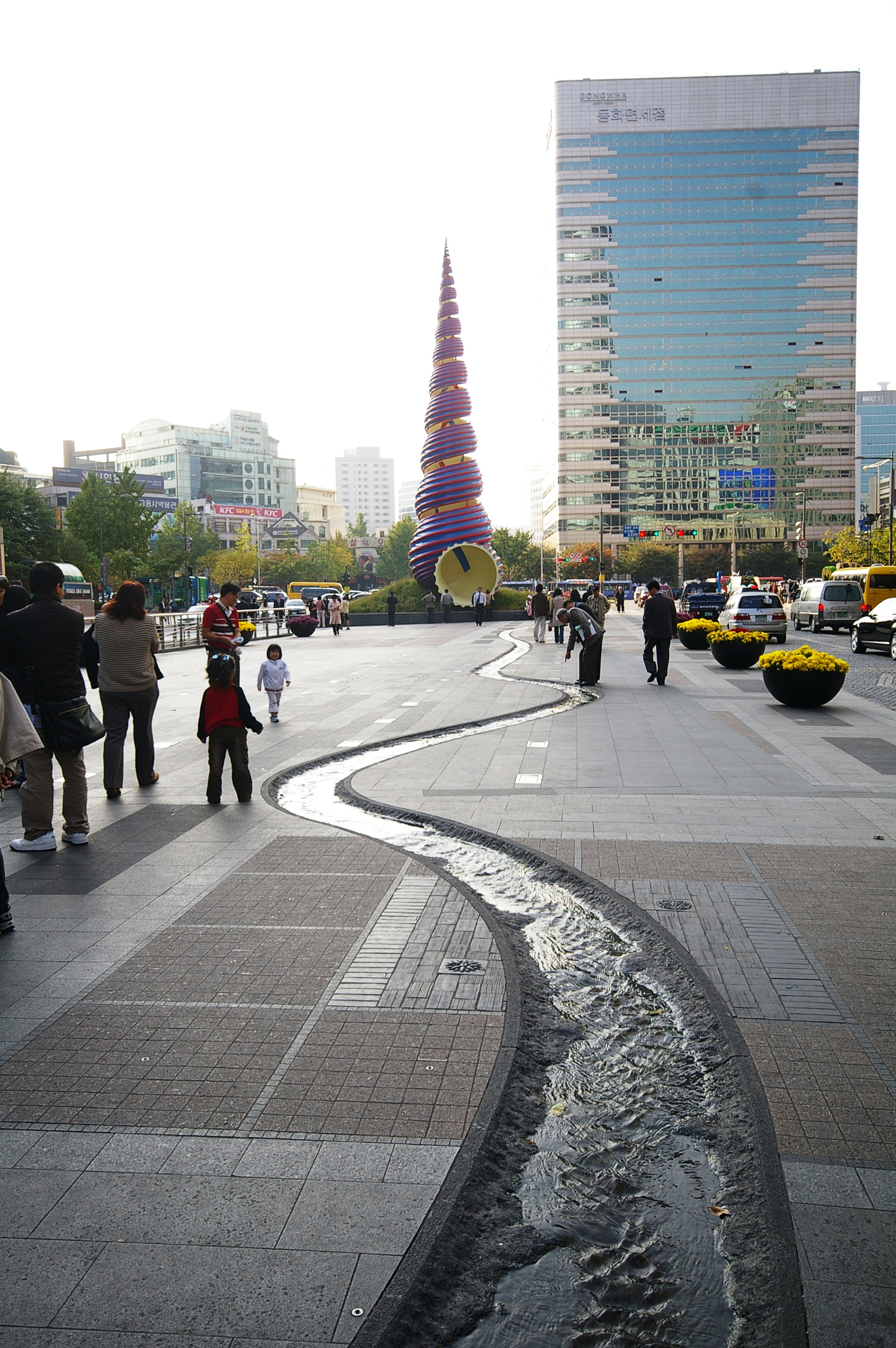
청계광장 소라탑
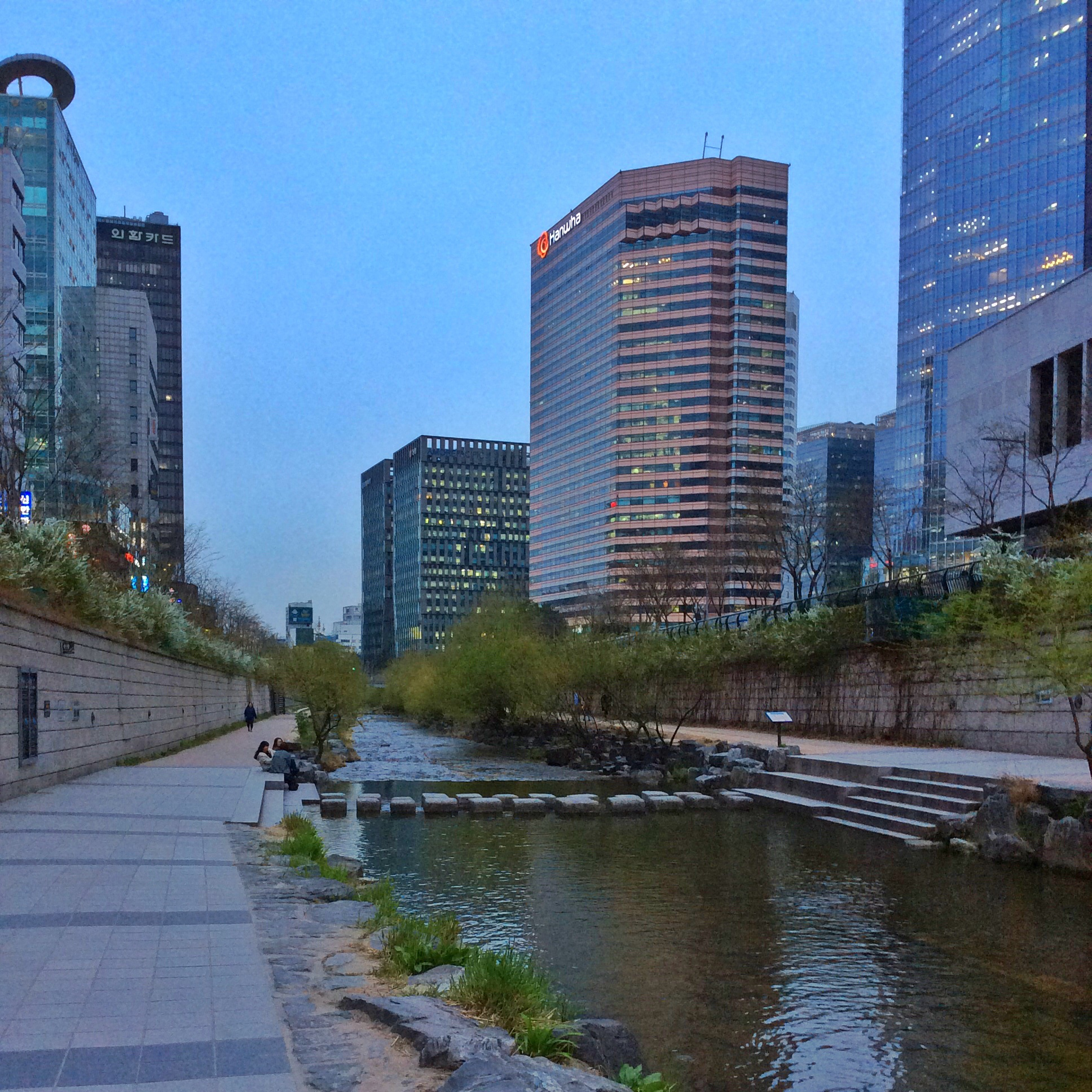
청계천에서 보이는 한화빌딩
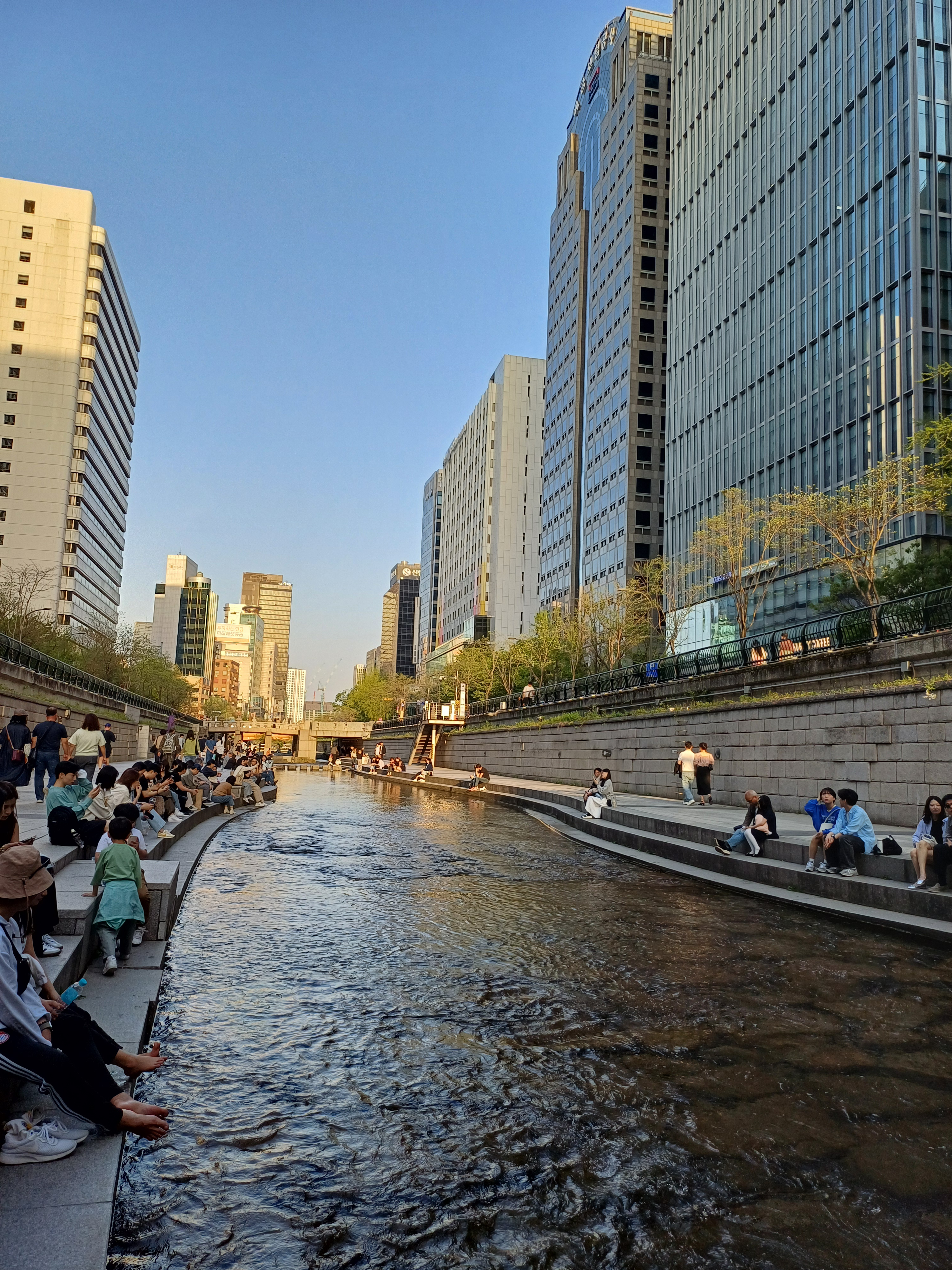
2024년 4월 13일

## 같이 보기
- 서울특별시
- 청계천의 지천
- 유도된 수요
- 루이스-모그리지 명제
- 다운스-톰슨의 역설